# Spiderdroid
Spiderdroid es un videojuego publicado en 1988 por la empresa Froggo para la consola Atari 2600. Es considerado uno de los peores videojuegos que se hizo para ese sistema.